# Leichtathletik-Länderkämpfe mit bundesdeutscher Beteiligung 1972
| Leichtathletik-Länderkämpfe mit bundesdeutscher Beteiligung 1972        | Leichtathletik-Länderkämpfe mit bundesdeutscher Beteiligung 1972 | Leichtathletik-Länderkämpfe mit bundesdeutscher Beteiligung 1972 | Leichtathletik-Länderkämpfe mit bundesdeutscher Beteiligung 1972 |
| ----------------------------------------------------------------------- | ---------------------------------------------------------------- | ---------------------------------------------------------------- | ---------------------------------------------------------------- |
|                                                                         |                                                                  |                                                                  |                                                                  |
| 1. Länderkampf 1972, Geher (Männer): FRG – GBR                          |                                                                  |                                                                  |                                                                  |
| Bremen 27. Mai 1972                                                     | Bremen 27. Mai 1972                                              | 1. FRG 2. GBR                                                    | 32 P 11 P                                                        |
| 2./3. Länderkampf 1972, Werfer-/Hochspringer (Männer+Frauen): FRG – HUN |                                                                  |                                                                  |                                                                  |
| Mainz 3. Juni 1972                                                      | Mainz 3. Juni 1972                                               | Resultat Männer                                                  | Resultat Männer                                                  |
| Mainz 3. Juni 1972                                                      | Mainz 3. Juni 1972                                               | 1. FRG 2. HUN                                                    | 57 P 53 P                                                        |
| Mainz 3. Juni 1972                                                      | Mainz 3. Juni 1972                                               | Resultat Frauen                                                  |                                                                  |
| Mainz 3. Juni 1972                                                      | Mainz 3. Juni 1972                                               | 1. FRG 2. HUN                                                    | 46 P 42 P                                                        |
| 4. Länderkampf 1972, Zehnkampf (Männer): POL – FRG – ROU                |                                                                  |                                                                  |                                                                  |
| Zielona Góra 3./4. Juni 1972                                            | Zielona Góra 3./4. Juni 1972                                     | 1. POL 2. ROU 3. FRG                                             | 37.376 P 35.557 P 35.376 P                                       |
| 5. Länderkampf 1972, Zehnkampf (Männer): URS – FRG                      |                                                                  |                                                                  |                                                                  |
| Moskau 9./10. Juni 1972                                                 | Moskau 9./10. Juni 1972                                          | 1. URS 2. FRG                                                    | 69.547 P 60.173 P                                                |
| 6. Länderkampf 1972, Fünfkampf (Frauen): URS – FRG                      |                                                                  |                                                                  |                                                                  |
| Moskau 9./10. Juni 1972                                                 | Moskau 9./10. Juni 1972                                          | 1. FRG 2. URS                                                    | 21.552 P 21.108 P                                                |
| 7. Länderkampf 1972, Frauen: ROU – FRG                                  |                                                                  |                                                                  |                                                                  |
| Bukarest 11. Juni 1972                                                  | Bukarest 11. Juni 1972                                           | 1. FRG 2. ROU                                                    | 78 P 57 P                                                        |
| 8. Länderkampf 1972, Straßenlauf (Männer): FRG – NLD – SUI              |                                                                  |                                                                  |                                                                  |
| Krefeld 17. Juni 1972                                                   | Krefeld 17. Juni 1972                                            | 1. FRG 2. SUI 3. NLD                                             | 8:28:47,4 h 8:36:32,2 h 8:43:18,8 h                              |
| 9. Länderkampf 1972, Männer: FRG – URS                                  |                                                                  |                                                                  |                                                                  |
| Augsburg 23./24. Juli 1972                                              | Augsburg 23./24. Juli 1972                                       | 1. URS 2. FRG                                                    | 236 P 196 P                                                      |
| 10. Länderkampf 1972, Frauen: FRG – URS                                 |                                                                  |                                                                  |                                                                  |
| Augsburg 23./24. Juli 1972                                              | Augsburg 23./24. Juli 1972                                       | 1. FRG 2. URS                                                    | 139 P 117 P                                                      |
| 11. Länderkampf 1972, Männer: BEL – FRG – NLD                           |                                                                  |                                                                  |                                                                  |
| Brüssel 26. Juni 1972                                                   | Brüssel 26. Juni 1972                                            | 1. FRG 2. BEL 3. NLD                                             | 177 P 140 P 105 P                                                |
| 12. Länderkampf 1972, Zehnkampf (Männer): SUI – FRG – FRA               |                                                                  |                                                                  |                                                                  |
| Lausanne 2. Juli 1972                                                   | Lausanne 2. Juli 1972                                            | 1. FRG 2. FRA 3. SUI                                             | 41 P 28 P 23 P                                                   |
| 13. Länderkampf 1972, Frauen: FRG – CAN                                 |                                                                  |                                                                  |                                                                  |
| Lübeck 7. Juli 1972                                                     | Lübeck 7. Juli 1972                                              | 1. FRG 2. CAN                                                    | 93 P 42 P                                                        |
| 14./15. Länderkampf 1972, Männer: FRG – DNK / IRL – FRG                 |                                                                  |                                                                  |                                                                  |
| Dublin 5./6. August 1972                                                | Dublin 5./6. August 1972                                         | 1. FRG 2. DNK                                                    | 143 P 80 P                                                       |
| Dublin 5./6. August 1972                                                | Dublin 5./6. August 1972                                         | 1. FRG 2. IRL                                                    | 150 P 73 P                                                       |
| 16. Länderkampf 1972, Männer: SUI – FRG                                 |                                                                  |                                                                  |                                                                  |
| Zürich 12./13. August 1972                                              | Zürich 12./13. August 1972                                       | 1. FRG 2. SUI                                                    | 275 P 134 P                                                      |
| 17. Länderkampf 1972, Frauen: SUI – FRG                                 |                                                                  |                                                                  |                                                                  |
| Zürich 12./13. August 1972                                              | Zürich 12./13. August 1972                                       | 1. FRG 2. SUI                                                    | 179 P 77 P                                                       |
| 18. Länderkampf 1972, Geher (Männer): FRG – SWE                         |                                                                  |                                                                  |                                                                  |
| Delmenhorst 1. Oktober 1972                                             | Delmenhorst 1. Oktober 1972                                      | 1. FRG 2. SWE                                                    | 26 P 18 P                                                        |
| Chronik                                                                 |                                                                  |                                                                  |                                                                  |
| ← Länderkämpfe 1971                                                     | ← Länderkämpfe 1971                                              | Länderkämpfe 1973 →                                              | Länderkämpfe 1973 →                                              |

Im Jahr 1972 wurden achtzehn Leichtathletikländerkämpfe mit bundesdeutscher Beteiligung ausgetragen. Das war nur einer weniger als im Vorjahr, in dem mit neunzehn Begegnungen die Höchstzahl an Vergleichen erreicht worden war. In sonstigen Jahren mit besonderen Höhepunkten wie Olympischen Spielen oder Europameisterschaften war die Zahl der Vergleiche eher niedrig. Das war angesichts der Austragung der Olympischen Spiele im eigenen Land diesmal nicht der Fall.
Nicht aufgeführt sind der sogenannte „Lugano-Cup“, ein Weltcup der Geher unter dem Dach des Weltleichtathletikverbands (früher: IAAF), sowie der ab 1965 unter Regie des Europäischen Leichtathletikverbands durchgeführte Leichtathletik-Europacup. Hier handelt es sich um Veranstaltungen, die als eigene Wettbewerbe ähnlich wie auch der Leichtathletik-Continentalcup (ab 1977) und der Geher-Europacup (ab 1996) außerhalb der üblichen Länderkämpfe durchgeführt wurden.
Aufgeführt sind hier die Länderkämpfe bundesdeutscher Leichtathleten. Die Sportler der DDR führten nach der deutschen Teilung im Jahr 1949 eigene Veranstaltungen durch.
Zum ersten Mal wurde ein Vergleich als Werfer-/Hochspringer-Länderkampf mit den alleinigen Disziplinen Wurf und Hochsprung ausgetragen. Neun der Vergleiche in dieser Saison bestanden aus dem allgemeinen leichtathletischen Programm. In den anderen neun Begegnungen standen die Wettbewerbsbereiche Mehrkampf, Gehen, Straßenlauf und Wurf/Stoß/Hochsprung auf dem Programm. Die Frauen bestritten sechs Vergleiche, die Männer zwölf.
Von den Frauenbegegnungen fand einer im Fünfkampf und einer mit den alleinigen Disziplinen Wurf/Hochsprung statt, die anderen vier mit einer Mischung allgemeiner leichtathletischer Disziplinen.
Drei der Männerbegegnungen wurden von den Gehern bestritten, zwei von den Zehnkämpfern sowie je einer von den Straßenläufern und den Werfern/Hochspringern. Die restlichen fünf Aufeinandertreffen der Männer fanden als Veranstaltungen allgemeiner leichtathletischer Disziplinen statt.

## Saisonhöhepunkt
Mit den Olympischen Spielen im eigenen Land rückte in diesem Jahr ein ganz besonderes Ereignis in den Mittelpunkt der Sportsaison. Die Leichtathletikwettbewerbe der Spiele in München wurden vom 31. August bis 10. September ausgetragen. Siebzehn Länderkämpfe fanden vor dieser Veranstaltung statt, nur einen gab es noch danach. Die Spiele von München wurden die erfolgreichsten für die deutschen Leichtathleten überhaupt. Mit sechs Gold-, drei Silber- und zwei Bronzemedaillen belegte das bundesdeutsche Team Platz vier in der Medaillenwertung mit nur geringem Abstand zu den dominierenden Nationen UdSSR (mit neun Goldmedaillen etwas überraschend auf Rang eins), der DDR (acht Mal Gold) und den USA (mit sechs Goldmedaillen nur Dritter in dieser Wertung).

## Bilanz
In der Saison 1972 gab es für die bundesdeutschen Männer in ihren dreizehn Länderkämpfen drei Niederlagen:
- Zehnkampf-Länderkampf eines bundesdeutschen B-Teams gegen Polen und Rumänien am 3./4. Juni im polnischen Zielona Góra (Platz drei)
- Zehnkampf-Länderkampf gegen die Sowjetunion am 9./10. Juni in Moskau
- Länderkampf gegen die Sowjetunion am 23./24. Juni in Augsburg

Die weiteren neun Männerbegegnungen entschieden die bundesdeutschen Athleten für sich. Die Männer hatten damit am Ende der Saison in ihren seit dem ersten Länderkampf 1921 in insgesamt 278 Vergleichen 223 Siege und drei Unentschieden erzielt sowie 52 Niederlagen erlitten. Nur gegen die USA hatte es nach wie vor keinen Erfolg gegeben.
Die Frauen bestritten alle ihre sechs Länderkämpfe siegreich, es gab keine einzige Niederlage. Damit hatten sie seit dem ersten Frauenländerkampf 1928 in 92 Aufeinandertreffen jetzt insgesamt siebzig Siege errungen, ein Unentschieden erzielt und 21 Niederlagen hinnehmen müssen. Außer dem Britischen Empire gab es keinen Gegner, gegen den die deutschen Leichtathletinnen noch ohne Sieg geblieben waren.
In der Gesamtsumme aller ihrer Länderkämpfe hatten die deutschen Leichtathleten von 370 Vergleichen 293 gewonnen, 73 verloren und vier Unentschieden erzielt. Neun der Niederlagen stammten dabei aus zweiten Plätzen in Begegnungen mit mehr als zwei Nationen.

## Verschiedene Formen von Länderkämpfen
Es gab nun sechs verschiedene Arten von Länderkämpfen:
1. Vergleiche mit einer Mischung von Disziplinen aus dem allgemeinen leichtathletischen Programm
Jede Nation war in der Regel mit zwei Athleten je Disziplin vertreten. Bei den Männern waren hier zwanzig Wettbewerbe zum Standard geworden. Aus dem olympischen Wettbewerbskatalog fehlten dabei in der Regel nur der Marathonlauf, die beiden Gehwettbewerbe und der Zehnkampf. Der Länderkampfdisziplinkatalog bei den Frauen hatte bis 1968 standardmäßig aus elf Disziplinen bestanden und war mit den damals bei Olympischen Spielen angebotenen Frauenwettbewerben identisch. Von 1969 an gab es hier Veränderungen: (1) Mit dem 1500-Meter-Lauf sowie der 4-mal-400-Meter-Staffel wurden zwei neue Wettbewerbe, die bei den Europameisterschaften 1969 in das Programm aufgenommen worden waren, mit in den Katalog der Frauenländerkämpfe integriert. Damit erhöhte sich die Zahl der Disziplinen auf dreizehn. (2) Der 80-Meter-Hürdenlauf war ab 1969 überall durch den 100-Meter-Hürdenlauf ersetzt worden. Das war auch bei den Länderkämpfen der Fall. In seltenen Fällen gab es sowohl bei den Frauen als auch bei den Männern Abweichungen vom Standard in Form von Hinzunahme oder Weglassen einzelner Disziplinen. Manchmal waren nach Absprache der beteiligten Länder auch drei Athleten je Disziplin vertreten. In Fällen mit mehr als zwei beteiligten Ländern startete in der Regel meist nur ein Athlet je Wettbewerb.
2. Vergleiche im Mehrkampf – bei den Frauen im Fünfkampf, bei den Männern im Zehnkampf
Die Zahl der Vertreter je Land war dabei nicht standardisiert. In der Regel wurden von den gestarteten Teilnehmern nicht alle gewertet. Bei vier Vertretern je Disziplin beispielsweise wurden meist die drei Besten gewertet.
3. Vergleiche der Geher
Diese Begegnungen wurden in Form von Straßengehen ausgetragen. Es kamen zwei Disziplinen zur Austragung, ein Wettkampf über 20 Kilometer und ein Wettkampf über eine längere Distanz, die manchmal über 35 und manchmal über 50 Kilometer führte. Bezüglich der Teilnehmerzahl je Land und Wettbewerb wurde verfahren wie in den Mehrkämpfen.
4. Vergleiche im Straßenlauf
Ausgetragen wurde ein Rennen über dreißig Kilometer. Auch hier wurde bezüglich der Teilnehmerzahl je Land verfahren wie in den Mehrkämpfen.
5. Vergleiche im Marathonlauf.
Bezüglich der Teilnehmerzahl je Land wurde hier ebenfalls verfahren wie in den Mehrkämpfen.
6. Hinzu kam in dieser Saison ein Vergleich mit den alleinigen Disziplinen Wurf sowie Hochsprung.
In diesem Jahr wurde diese Begegnung in getrennten Wertungen gemeinsam mit den Männern und Frauen gegen die Männer und Frauen eines Gegnerlands mit drei Teilnehmern pro Land und Disziplin ausgetragen. Diese Teilnehmerzahl war jedoch nicht festgelegt und es waren hier auch Vergleiche mit zum Beispiel nur zwei Vertretern pro Land und Disziplin möglich.

## Wertungsmodus
Die Regeln zur Punktevergabe wurden ohne Ausnahme nach dem üblichen Wertungssystem angewendet. In den Einzeldisziplinen lautete der Standard der Punktevergabe: Platz 1: 5 P, Pl. 2: 3 P, Pl. 4: 1 P. In den Staffeln wurden nach dem Standard fünf zu zwei Punkte vergeben. In weiteren Begegnungen mussten aufgrund anderer Rahmenbedingungen – mehr als zwei Teilnehmer je Nation in der Wertung oder mehr als ein Gegnerland – andere Regeln zur Punktevergabe zur Anwendung kommen. In den Mehrkämpfen wurden die Begegnungen entweder wie in anderen Begegnungen über die Platzierungen oder die Addition der im Wettkampf erzielten Punkte gewertet. Ähnlich wurde in den Straßenlauf-Länderkämpfen verfahren. Dort wurde entweder über die Platzierungen oder über die Addition der erzielten Zeiten gewertet.

## Geher-Länderkampf der Männer gegen Großbritannien
Den ersten Vergleich des Länderkampfjahres 1972 bestritten die bundesdeutschen Geher. Am 27. Mai trafen sie in Bremen auf Großbritannien. Die erste Begegnung in einem Zweiländerkampf 1969 hatten die Briten für sich entschieden, die zweite war im Vorjahr an die Bundesrepublik Deutschland gegangen. Außerdem hatte 1968 ein Dreiländerkampf der Geher mit britischer und bundesdeutscher Beteiligung stattgefunden, den Großbritannien gewonnen hatte. In Bremen war das Ergebnis sehr eindeutig. Die Bundesrepublik siegte mit 32 zu sieben Punkten.

## Werfer-/Hochspringer-Länderkampf der Männer und Frauen gegen Ungarn
Erneut gab es im zweiten und gleichzeitig dritten Länderkampf dieser Saison mit einem Vergleich, in dem die Werfer und Hochspringer alleine antraten, eine Premiere. Eine Begegnung dieser Art hatte es zuvor noch nicht gegeben. Am 3. Juni in Mainz trafen die bundesdeutschen Männer und Frauen dabei auf Ungarn. Das Aufeinandertreffen wurde gemeinsam, aber in getrennter Wertung ausgetragen. In beiden Vergleichen setzten sich die bundesdeutschen Leichtathleten knapp durch. Die Männer siegten mit 57 zu 53 Punkten, die Frauen mit 46 zu 42 Punkten. Zusätzlich gab es inoffizielle Teilwertungen für die Bereiche Wurf beziehungsweise Hochsprung – siehe dazu den Hauptartikel.

## Zehnkampf-Länderkampf der Männer gegen Polen und Rumänien
Im vierten Länderkampf der Saison trafen die bundesdeutschen Zehnkämpfer am 3./4. Juni im polnischen Zielona Góra auf Polen und Rumänien. In dieser Dreierkonstellation hatte ein erster Zehnkampf-Vergleich im Vorjahr stattgefunden. Damals hatte die Bundesrepublik am Ende vorne gelegen. Hier in Zielona Góra trat das bundesdeutsche Team in einer Besetzung mit Athleten aus der zweiten Reihe an und musste sich so beiden gegnerischen Mannschaften geschlagen geben. Am Ende gewann Polen mit 37.376 Punkten, Rumänien erreichte auf dem zweiten Platz 35.557 Punkte. Die Bundesrepublik hatte in der Summe 35.376 Punkte auf dem Konto.

## Zehnkampf-Länderkampf der Männer gegen die Sowjetunion
Die fünfte Begegnung dieser Saison fand eine knappe Woche nach dem vierten Vergleich wieder in Form eines Zehnkampfs statt. In Moskau traten am 9./10. Juni die Athleten aus der ersten Reihe gegen die Sowjetunion an. Gleichzeitig trugen auch die Mehrkämpferinnen am selben Ort in getrennter Wertung einen Mehrkampf gegen die UdSSR aus. Von den fünf vorangegangenen Aufeinandertreffen der Zehnkämpfer hatten die bundesdeutschen Vertreter zwei und die sowjetischen Wettkämpfer drei gewonnen. In Moskau gab es für die bundesdeutschen Sportler eine weitere Niederlage, die sehr deutlich ausfiel. Die Sowjetunion gewann mit 69.547 zu 60.173 Punkten.

## Fünfkampf-Länderkampf der Frauen gegen die Sowjetunion
Parallel mit ihren männlichen Zehnkampf-Kollegen trugen die bundesdeutschen Fünkämpferinnen am 9./10. Juni in Moskau ihren Vergleich mit der Sowjetunion aus. Es war der sechste Länderkampf der laufenden Saison. Zwei Siege hatte es in diesen Aufeinandertreffen zuvor für die UdSSR gegeben, die letzte Begegnung in München im Vorjahr hatte das bundesdeutsche Team für sich entschieden. Auch hier in Moskau setzte sich die Bundesrepublik Deutschland mit 21.552 zu 21.108 Punkten durch und gestaltete die Bilanz damit ausgeglichen zwei zu zwei.

## Leichtathletik-Länderkampf der Frauen gegen Rumänien
Der siebte Saisonvergleich war der erste Länderkampf des Jahres mit dem allgemeinen leichtathletischen Programm. Die Frauen traten dazu am 11. Juni in Bukarest gegen Rumänien an. Es war die dritte Begegnung der beiden Nationen, die ersten beiden hatte die Bundesrepublik für sich entschieden. In Bukarest kam es mit 78 zu 57 Punkten zum dritten Erfolg des bundesdeutschen Teams über Rumänien.

## Straßenlauf-Länderkampf der Männer gegen die Niederlande und die Schweiz
Im achten Länderkampf des Jahres kam es in Krefeld am 17. Juni zur zehnten Begegnung der drei Länder Bundesrepublik Deutschland, Niederlande und Schweiz in einem Straßenlauf. Sämtliche vorangegangene Aufeinandertreffen hatten die bundesdeutschen Läufer siegreich beendet. So sah auch der Ausgang hier in Krefeld aus. Mit knapp acht Minuten Vorsprung siegte die Bundesrepublik Deutschland in 8:28:47,4 Stunden vor der Schweiz. Etwas mehr als weitere sieben Minuten zurück folgte die Niederlande auf Rang drei.

## Leichtathletik-Länderkampf der Männer gegen die Sowjetunion
Im neunten Vergleich der Saison kamen auch die Männer zu ihrem ersten Länderkampf mit dem allgemeinen leichtathletischen Programm. Mit der Sowjetunion war der Gegner am 23./24. Juni in Augsburg zum jetzt vierten Mal die stärkste Leichtathletiknation Europas der vergangenen Jahre. Nach dem überraschenden bundesdeutschen Sieg in Augsburg 1958 und den sowjetischen Erfolgen 1959 in Moskau und 1971 in Kiew lautete die bisherige Bilanz zwischen den beiden Ländern zwei zu eins für die UdSSR. Nun brachten die sowjetischen Leichtathleten ihren bundesdeutschen Gegnern mit 236 zu 196 Punkten wie schon im Zehnkampf-Vergleich zwei Wochen zuvor eine Niederlage bei. Es war die dritte und letzte Saisonniederlage der bundesdeutschen Männer. Auch die Frauen trugen in Moskau parallel mit den Männern einen Länderkampf mit der UdSSR aus.

## Leichtathletik-Länderkampf der Frauen gegen die Sowjetunion
Gleichzeitig mit den Männern fand am 23./24. Juni in Augsburg der zehnte Länderkampf dieser Saison statt. Auch die Frauen trafen hier zum dritten Mal auf diesen Gegner. Nach den bundesdeutschen Niederlagen 1958 in München und 1959 in Moskau sowie dem Sieg 1971 in Kiew lautete die Zwischenbilanz wie bei den Männern zwei zu eins für die UdSSR. Wie schon im Vorjahr gelang den bundesdeutschen Leichtathletinnen ein Sieg über ihre sowjetischen Gegnerinnen. Der Erfolg fiel mit 139 zu 117 Punkten deutlicher aus als im letzten Jahr.

## Leichtathletik-Länderkampf der Männer gegen Belgien und die Niederlande
Den elften Länderkampf des Jahres führten die Männer am 26. Juni in Brüssel in Form eines Vergleichs mit dem allgemeinen leichtathletischen Programm gegen Belgien und die Niederlande durch. In Zweiländerkämpfen und Vergleichen mit mehr als zwei Nationen war die Bundesrepublik Deutschland zuvor schon mehrfach auf diese beiden Gegner gestoßen. In all diesen Begegnungen hatten die bundesdeutschen Athleten vorne gelegen. In einem Dreiländerkampf trafen die drei Länder nun zum ersten Mal aufeinander. Am Ausgang änderte das nichts, die Bundesrepublik entschied den Wettkampf mit 177 Punkten auch diesmal für sich. Belgien erreichte mit 140 Punkten den zweiten Platz. Die Niederlande belegte mit 105 Punkten Rang drei.

## Geher-Länderkampf der Männer gegen die Schweiz und Frankreich
Im zwölften Vergleich dieser Saison trafen sich zum sechsten Mal die Geher aus der Schweiz, der Bundesrepublik Deutschland und Frankreich. Die fünf vorangegangenen Begegnungen hatten die bundesdeutschen Sportler für sich entschieden. In diesem Jahr fand die Veranstaltung am 2. Juli in Lausanne statt. Die Bundesrepublik Deutschland siegte mit 41 Punkten vor Frankreich (28 Punkte) und der schweiz (23 Punkte).

## Leichtathletik-Länderkampf der Frauen gegen Kanada
Der dreizehnte Länderkampf dieses Jahres brachte den bundesdeutschen Frauen mit Kanada wieder einen Premierengegner. Am 7. Juli in Lübeck gewann die Bundesrepublik Deutschland dieses Aufeinandertreffen sehr eindeutig mit 93 zu 42 Punkten.

## Leichtathletik-Länderkämpfe der Männer gegen Dänemark und gegen Irland
Im vierzehnten und fünfzehnten Vergleich trafen die bundesdeutschen Männer am 5./6. August zum einen auf Dänemark und zum anderen auf Gastgeber Irland. Mit Dänemark hatte es vorher sechs Begegnungen gegeben, die letzte hatte 1956 stattgefunden und lag damit bereits sechzehn Jahre zurück. Alle vorherigen Aufeinandertreffen waren an die Bundesrepublik Deutschland gegangen. Irland war zum ersten Mal Gegner für die bundesdeutschen Leichtathleten in einem Länderkampf. Die Veranstaltung in Dublin wurde nicht als Dreiländerkampf durchgeführt. Die Wettbewerbe fanden gemeinsam statt und wurden als Zweiländerbegegnungen getrennt gewertet. Gegen Dänemark gewann die Bundesrepublik mit 143 zu achtzig Punkten und auch gegen Irland gab es mit 140 zu 73 Punkten einen bundesdeutschen Sieg.

## Leichtathletik-Länderkampf der Männer gegen die Schweiz
Im Vergleich Nummer sechzehn trafen die bundesdeutschen Männer am 12./13. August in Zürich mit der Schweiz auf den Gegner, mit dem in der Vergangenheit am häufigsten Länderkämpfe ausgetragen worden waren. Ohne Zählung der Geher-, Straßenlauf- und Zehnkampf-Begegnungen sowie Vergleichen mit mehr als zwei beteiligten Ländern war dies der 29. Wettkampf in einem Zweiländerkampf mit der Schweiz. In fast all diesen traditionellen Treffen der beiden Nationen hatte Deutschland gesiegt, nur 1955 hatten die Schweizer Sportler vorne gelegen, als die Bundesrepublik gleichzeitig noch zwei weitere Vergleiche mit den Niederlanden und mit Dänemark durchgeführt und damit drei verschiedene Teams zu stellen hatte. In Zürich verbuchte die Bundesrepublik Deutschland nun einen weiteren Sieg, der mit 275 zu 134 Punkten sehr deutlich ausfiel. Die Frauen der beiden Nationen trugen gleichzeitig am selben Ort einen Länderkampf miteinander aus.

## Leichtathletik-Länderkampf der Frauen gegen die Schweiz
Im siebzehnten Vergleich 1972 trafen die Frauen am 12./13. August in Zürich parallel zu ihren männlichen Kollegen auf die Schweiz. Die Frauen der beiden Länder trugen ihre fünfte Begegnung miteinander aus, die letzte lag allerdings bereits zwanzig Jahre zurück. Alle vorangegangenen Aufeinandertreffen hatten die bundesdeutschen Sportlerinnen für sich entschieden und auch diesmal gewannen sie mit 179 zu 77 Punkten sehr überlegen.
Die Länderkämpfe der Männer und der Frauen gegen die Schweiz waren die letzten vor den Olympischen Spielen in München.

## Geher-Länderkampf der Männer gegen Schweden
Der achtzehnte und letzte Ländervergleich des Jahres 1972 war wieder ein Länderkampf der Geher. Der einzige Länderkampf der laufenden Saison nach den Spielen von München wurde am 1. Oktober in Delmenhorst gegen Schweden ausgetragen. Nach elf Aufeinandertreffen mit diesem Gegner lautete die Zwischenbilanz sechs zu fünf für Schweden. Die letzten drei Begegnungen – 1965, 1966 und 1967 – hatte allerdings die Bundesrepublik Deutschland für sich entschieden. In Delmenhorst gelang den bundesdeutschen Gehern mit 26 zu achtzehn Punkten ein weiterer Sieg, womit sie die neue Bilanz nun zum ersten Mal mit sechs zu sechs auf Unentschieden stellen konnten.